# Хамза Чаудрі
Хамза Чаудрі (англ. Hamza Choudhury, нар. 1 жовтня 1997, Лафборо) — англійський футболіст бенгальсько-гренадійського походження, півзахисник клубу «Лестер Сіті». На правах оренди грає за «Вотфорд».

## Клубна кар'єра
Народився 1 жовтня 1997 року в місті Лафборо. Вихованець футбольної школи клубу «Лестер Сіті».
Для отримання ігрової практики 27 лютого 2016 року відправився в оренду в клуб «Бертон Альбіон» і пізніше того ж дня дебютував у складі «пивоварів», вийшовши на заміну в матчі Першої ліги 1 проти «Волсолла». Загалом до кінця сезону Хамза зіграв у 13 іграх за клуб, після чого перед початком сезону 2016/17 Чаудрі був ще на сезон відданий в оренду в «Бертон Альбіон». 6 серпня 2016 року дебютував в Чемпіоншипі в матчі проти «Ноттінгем Форест», віддавши в тій грі гольову передачу на партнера. Загалом за півтора року провів у клубі 28 ігор в усіх турнірах.
19 вересня 2017 року Хамза дебютував в основному складі «Лестер Сіті», вийшовши на заміну замість Вілфреда Ндіді у матчі третього раунду Кубка футбольної ліги проти «Ліверпуля» (2:0). 28 листопада 2017 року Чаудрі дебютував у Прем'єр-лізі, вийшовши на заміну замість Сіндзі Окадзакі у матчі проти «Тоттенгем Готспур». 14 квітня 2018 року вперше вийшов у стартовому складі «Лестера» в Прем'єр-лізі в грі проти «Бернлі». Станом на 26 липня 2020 року відіграв за команду з Лестера 37 матчів в національному чемпіонаті.

## Виступи за збірну
26 травня 2018 року Хамза Чаудрі дебютував у складі молодіжної збірної Англії, вийшовши на заміну в матчі проти збірної Китаю в рамках Тулонського турніру. Загалом Хамза провів на турнірі чотири матчі, включаючи переможний фінал проти Мексики і допоміг команді здобути трофей.
Наступного року поїхав з командою на молодіжний чемпіонат Європи 2019 року в Італії. Втім вже у першому матчі проти Франції (1:2) Чаудрі отримав пряму червону картку на 63 хвилині, через що його команда, яка на цей момент перемагала 1:0, поступилась 1:2. Після цього Хамза на турнірі більше не грав, а англійці не пройшли груповий етап. Всього на молодіжному рівні зіграв у 7 офіційних матчах.
На початку 2020 року Чаудрі отримав запрошення від президента Федерації футболу Гренади Чейні Джозефа представляти збірну Гренади

## Статистика виступів

### Статистика клубних виступів
| Сезон                      | Команда                    | Чемпіонат                  | Чемпіонат | Чемпіонат | Національний кубок | Національний кубок | Національний кубок | Континентальні кубки | Континентальні кубки | Континентальні кубки | Інші змагання | Інші змагання | Інші змагання | Усього | Усього | Усього |
| Сезон                      | Команда                    | Ліга                       | Ігор      | Голів     | Ліга               | Ігор               | Голів              | Ліга                 | Ігор                 | Голів                | Ліга          | Ігор          | Голів         | Ігор   | Голів  |        |
| -------------------------- | -------------------------- | -------------------------- | --------- | --------- | ------------------ | ------------------ | ------------------ | -------------------- | -------------------- | -------------------- | ------------- | ------------- | ------------- | ------ | ------ | ------ |
| лют.-трав. 2016            | «Бертон Альбіон»           | 1Л (ІІІ)                   | 13        | 0         | КА+КЛ              | 0+0                | 0                  | -                    | -                    | -                    | ТФЛ           | 0             | 0             | 13     | 0      |        |
| 2016–17                    | «Бертон Альбіон»           | ЧФЛ (ІІ)                   | 13        | 0         | КА+КЛ              | 0+2                | 0                  | -                    | -                    | -                    | -             | -             | -             | 15     | 0      |        |
| Усього за «Бертон Альбіон» | Усього за «Бертон Альбіон» | Усього за «Бертон Альбіон» | 26        | 0         |                    | 2                  | 0                  |                      | -                    | -                    |               | 0             | 0             | 28     | 0      |        |
| 2017–18                    | «Лестер Сіті»              | ПЛ                         | 8         | 0         | КА+КЛ              | 0+1                | 0                  | -                    | -                    | -                    | -             | -             | -             | 9      | 0      |        |
| 2018–19                    | «Лестер Сіті»              | ПЛ                         | 9         | 0         | КА+КЛ              | 1+2                | 0                  | -                    | -                    | -                    | -             | -             | -             | 12     | 0      |        |
| 2019–20                    | «Лестер Сіті»              | ПЛ                         | 20        | 1         | КА+КЛ              | 4+5                | 0                  | -                    | -                    | -                    | -             | -             | -             | 29     | 1      |        |
| Усього за «Лестер Сіті»    | Усього за «Лестер Сіті»    | Усього за «Лестер Сіті»    | 37        | 1         |                    | 13                 | 0                  |                      | -                    | -                    |               | 0             | 0             | 50     | 1      |        |
| Усього за кар'єру          | Усього за кар'єру          | Усього за кар'єру          | 63        | 1         |                    | 15                 | 0                  |                      | -                    | -                    |               | 0             | 0             | 78     | 1      |        |

## Особисте життя
Чаудрі має бенгальсько-гренадійське походження. Його мати та вітчим — бенгальці, а біологічний батько — з Гренади. Він виховувався в традиційній бенгальській мусульманській сім'ї й ще в дитинстві відвідав Бангладеш. Він вільно володіє бенгальською мовою (сілхеті), а також читає Коран.

## Досягнення
- Володар Кубка Англії (1):

«Лестер Сіті»: 2020-21
- Володар Суперкубка Англії (1):

«Лестер Сіті»: 2021